# Вулиця Пілотів (Львів)
Пілотів — вулиця у Залізничному районі міста Львова, місцевість Левандівка. Сполучає вулиці Широку та Повітряну.

## Історія та забудова
Одна з вулиць, що утворилася у кінці 1920-х років на місці закритого Левандівського аеропорту та 1928 року була названа на честь польського урядника та державного діяча Речі Посполитої, Великого канцлера коронного Яна Замойського. Сучасна назва — вулиця Пілотів походить з 1936 року.
Вулиця Пілотів забудована одно-та двоповерховими садибними будинками конструктивізм 1930-х, житловими будинками барачного типу 1950-х, також присутня садибна забудова 2000-х років.
Будинки
№ 3, 5, 7 — одноповерхові житлові будинки барачного типу початку 1950-х років.
№ 9 — одноповерховий будинок з мезоніном. Тут від 1950-х років містилася лазня, нині — КППО «Дельфін-1».